# Comuna Frătești, Giurgiu
Frătești este o comună în județul Giurgiu, Muntenia, România, formată din satele Cetatea, Frătești (reședința) și Remuș.

## Așezare
Comuna se află în sudul județului, la nord de municipiul Giurgiu. Este străbătută de șoseaua națională DN5, care leagă Giurgiu de București, precum și de șoseaua națională DN5B, care leagă Giurgiu de Ghimpați. Prin comună trec și liniile de cale ferată București-Giurgiu (pe care este deservită de stația Frătești) și Videle-Giurgiu (pe care este deservită de halta de mișcare Bălănoaia și de halta de călători Cetatea).

## Demografie
Componența etnică a comunei Frătești
     Români (79,06%)
     Romi (7,58%)
     Alte etnii (0,1%)
     Necunoscută (13,26%)
Componența confesională a comunei Frătești
     Ortodocși (84,16%)
     Alte religii (1,66%)
     Necunoscută (14,18%)
Conform recensământului efectuat în 2021, populația comunei Frătești se ridică la 5.000 de locuitori, în scădere față de recensământul anterior din 2011, când fuseseră înregistrați 5.361 de locuitori. Majoritatea locuitorilor sunt români (79,06%), cu o minoritate de romi (7,58%), iar pentru 13,26% nu se cunoaște apartenența etnică. Din punct de vedere confesional, majoritatea locuitorilor sunt ortodocși (84,16%), iar pentru 14,18% nu se cunoaște apartenența confesională.

## Politică și administrație
Comuna Frătești este administrată de un primar și un consiliu local compus din 13 consilieri. Primarul, Gabriel-Marian Pană[*], de la Partidul Național Liberal, este în funcție din octombrie 2020. Începând cu alegerile locale din 2024, consiliul local are următoarea componență pe partide politice:
|  | Partid                          | Consilieri | Componența Consiliului | Componența Consiliului | Componența Consiliului | Componența Consiliului | Componența Consiliului | Componența Consiliului | Componența Consiliului | Componența Consiliului | Componența Consiliului |
|  | ------------------------------- | ---------- | ---------------------- | ---------------------- | ---------------------- | ---------------------- | ---------------------- | ---------------------- | ---------------------- | ---------------------- | ---------------------- |
|  | Partidul Național Liberal       | 9          |                        |                        |                        |                        |                        |                        |                        |                        |                        |
|  | Partidul Social Democrat        | 3          |                        |                        |                        |                        |                        |                        |                        |                        |                        |
|  | Alianța pentru Unirea Românilor | 1          |                        |                        |                        |                        |                        |                        |                        |                        |                        |

## Istorie
La sfârșitul secolului al XIX-lea, comuna făcea parte din plasa Marginea a județului Vlașca și era formată numai din satul de reședință, cu 2011 locuitori. Existau în comună o biserică și o școală mixtă, iar principalii proprietari erau moștenitorii doamnei Momulu. La avea vreme, pe teritoriul actual al comunei mai funcționa în aceeași plasă și comuna Bălănoaia, cu satele Bălănoaia, Coșoveni, Nazâru, Oncești, Turbatu, Cantemir și Ruica, având în total 2130 de locuitori; existau și aici (la Bălănoaia, Turbatu, Oncești și Cantemir).
Anuarul Socec din 1925 consemnează comuna Frătești în plasa Călugăreni a aceluiași județ, având 2540 de locuitori în satele Daia și Frătești; iar comuna Bălănoaia în plasa Dunărea, cu 2350 de locuitori în satele Bălanu, Bălănoaia, Oncești și Turbatu. În 1931, a apărut și comuna Remuș cu satul Remuș, drept comună suburbană a comunei urbane Giurgiu, iar comuna Bălănoaia a rămas cu satele Bălănoaia și Turbatu și devenind și ea comună suburbană a Giurgiului.
În 1950, comunele Remuș, Frătești și Bălănoaia (denumită acum Turbatu) au fost incluse în orașul regional Giurgiu din regiunea București. Satul și comuna Turbatu au luat în 1964 numele de Cetatea. În 1968, comuna Frătești a inclus cele două sate, Cetatea și Remuș, și a fost arondată județului Ilfov. În 1981, o reorganizare administrativă regională a dus la transferarea comunei la județul Giurgiu.

## Monumente istorice
Șapte obiective din comuna Frătești sunt incluse în lista monumentelor istorice din județul Giurgiu ca monumente de interes local. Două dintre ele sunt situri arheologice: situl din „Dealul Lagărului” (la nord-vest de Frătești) conține urme de așezări din neolitic (cultura Boian), Epoca Bronzului (cultura Tei, faza IV), perioada Halstatt și perioada Latène (secolele al III-lea–I î.e.n.); și situl de „la Seră”, aflat la 300 m de satul Remuș, cuprinzând așezări din Epoca Bronzului (cultura Zimnicea-Plovdiv) și din perioada Latène (secolele al III-lea–I î.e.n.).
Celelalte cinci obiective sunt clasificate ca monumente de arhitectură: biserica „Sfinții Apostoli Petru și Pavel” și „Adormirea Maicii Domnului” (1864) din satul Cetatea; ruinele bisericii din Siliște (dinainte de 1791); Casa Marin Popescu (1840), azi muzeu sătesc; casa Marin Slăvuică (1850); și biserica „Sfânta Ecaterina” (1880), ultimele patru toate din satul Frătești.